# Origin Energy
Origin Energy ist ein australischer Energieversorger mit Sitz in Sydney.

## Geschichte
Origin Energy entstand im Februar 2000 durch die Aufspaltung von Boral, einem australischen Mischkonzern.
2001 wurden die Unternehmen Powercor und CitiPower in Victoria, 2007 Queensland’s Sun Retail übernommen.
Boral wurde 1946 als Bitumen and Oil Refineries (Australia) Limited gegründet, ein großer Teil des Geschäftes der heutigen Origin Energy geht auf die bereits 1861 gegründete SAGASCO Holdings Limited zurück, die 1993 von Boral erworben wurde.

## Aktivitäten
Das Geschäft von Origin Energy besteht aus drei Bereichen:
- Exploration und Produktion von Erdgas und Erdöl – das Unternehmen verfügt über Reserven von 2,430 PJ, 90 % davon in Form von Erdgas. Die Explorationsprojekte befinden sich in Australien und Neuseeland
- Stromerzeugung – Origin betreibt mehrere Kraftwerke, darunter mit dem Kraftwerk Eraring das leistungsstärkste in Australien und verfügt insgesamt über eine Erzeugungsleistung von ca. 6.000 MW.[5]
- Vertrieb – Origin vertreibt Strom, Flüssiggas und Erdgas in Australien, das Flüssiggas wird auch in Papua-Neuguinea, den Salomonen, Fidschi, Vanuatu, Tonga, Samoa, Amerikanisch-Samoa und den Cookinseln vertrieben.

Darüber hinaus ist Origin Energy im Bereich der erneuerbaren Energie tätig.
Origin Energy hält einen Anteil von 51,4 % an Contact Energy dem größten Energieversorger Neuseelands.

## Aktie
Origin Energy ist an der Australian Stock Exchange gelistet und dort Teil des S&P/ASX 50-Index, der die 50 größten an der australischen Börse gelisteten Unternehmen umfasst.